# Нейт Блеквелл
Натеніел «Нейт» Блеквелл (англ. Nathaniel "Nate" Blackwell, нар. 15 лютого 1965, Філадельфія, США) — американський професіональний баскетболіст, що грав на позиції атакувального захисника за команду НБА «Сан-Антоніо Сперс».

## Ігрова кар'єра
На університетському рівні грав за команду Темпл  (1983–1987). 
1987 року був обраний у другому раунді драфту НБА під загальним 27-м номером командою «Сан-Антоніо Сперс». Зіграв за команду з Сан-Антоніо 10 матчів.